# 鲁梅·楚臣喜饶
鲁梅·楚臣喜饶（藏語：ཀླུ་མེས་ཚུལ་ཁྲིམས་ཤེས་རབ་，威利转写：klu mes tshul khrims shes rab），又称卢梅戒慧，藏传佛教后弘期高僧。
朗达玛灭佛后，桑耶地方领主、吐蕃后裔永丹的六世孙查兰益西坚赞为复兴佛教，将楚臣喜饶等十人送至安多丹斗寺，拜喇钦·贡巴饶赛为师受戒学法。楚臣喜饶学成后回到卫藏广建寺庙、收徒弘法，使佛教在卫藏开始复兴，成为藏传佛教后弘期“下路弘法”的重要人物。他门徒众多，有四柱、八梁、三十三椽之说，包括尚那囊·多杰旺秋、洛敦·多杰旺秀、珠梅·楚臣郡乃等。